# Llista de Creus de Sant Jordi/1987/Entitats

#### Entitats
Informació actualitzada per un bot. Els canvis manuals es perdran quan s'actualitzi!
| Entitat                                                | Wikidata  | Descripció                                                  | Imatge |
| ------------------------------------------------------ | --------- | ----------------------------------------------------------- | ------ |
| Misteri d'Elx                                          | Q2115110  | drama musical assumpcionista (s. XV)                        |        |
| Cavall Fort                                            | Q3813697  | revista infantil catalana                                   |        |
| Centre Català de Caracas                               | Q8343573  |                                                             |        |
| Editorial Moll                                         | Q8772134  |                                                             |        |
| Tretzevents                                            | Q9089748  | publicació en català dirigida a nens i nenes de 6 a 12 anys |        |
| ASPANIAS                                               | Q11903642 |                                                             |        |
| Centre d'Estudis i Assessorament Metal·lúrgic          | Q11913486 | institució creada a Barcelona el 1951                       |        |
| Cercle d'Economia                                      | Q11913531 | organització privada                                        |        |
| EINA Centre Universitari de Disseny i Art de Barcelona | Q11917948 |                                                             |        |
| Saló Nàutic Internacional de Barcelona                 | Q18006557 |                                                             |        |
| observatori de l'Ebre                                  | Q19257162 | edifici de Roquetes                                         |        |